# Османский халифат
Осма‌нский халифа‌т (осман. خلافت مقامى‎ / hilâfet makâmı — букв. «офис халифата», тур. Osmanlı Halifeliği) — теократическая система правления (халифат), существовавшая в Османской империи, когда османские султаны претендовали на титул лидеров и представителей исламского мира в период позднего Средневековья и раннего Нового времени. Халифат был создан после победы турок в османо-мамлюкской войне в 1517 году, в результате которого султан Селим I принял титул халифа и служителя Двух Святынь.
Распад халифата произошёл из-за постепенного ослабления и зависимости по отношению к европейским державам, а также из-за раздела Османской империи по мандату Лиги Наций. Последний халиф Абдул-Меджид II носил этот титул на протяжении одного года и трёх месяцев после раздела, однако с учреждением Турецкой Республики, секуляристскими реформами Мустафы Кемаля и последующим изгнанием императорской династии Османов из Турции в 1924 титул халифа был упразднён.
Основанные на территории Конийского султаната, государства-предшественника, религиозные ордена как бекташи и мевлеви продвигали неортодоксальные, синкретические и мистические подходы к исламу, известные под общим названием суфизм. Позднее, суфизм нашёл своё отражение в турецкой культуре, и последователями тариката мевлеви являлись представители элиты Османской империи, включая султанов.

## История
В 1517 году султан Селим I разгромил Мамлюкский султанат в войне против мамлюков, в результате которого последний каирский халиф аль-Мутаваккиль вместе с семьёй был отправлен в Стамбул, где он официально передал османскому султану титул халифа, а также его внешние атрибуты — меч и мантию пророка Мухаммеда. Со временем, османскую династию стали рассматривать как фактических лидеров и представителей исламского мира. Из Константинополя султаны возглавляли огромную империю, которая на пике своего могущества охватывала Анатолию, большую часть Ближнего Востока, Северной Африки, Кавказа и простиралась глубоко в Восточную Европу.
Укрепленные Вестфальским миром, положившим конец Тридцатилетней войне, а также благодаря промышленной революции, европейские державы перегруппировались и бросили вызов османскому господству. Во многом из-за плохого руководства, архаичных политических норм и неспособности идти в ногу с технологическим прогрессом в Европе Османская империя не смогла эффективно отреагировать на восстановление Европы и постепенно потеряла свои позиции выдающейся великой державы.
Впервые использование султанами титула халифа в политическом, а не религиозном контексте произошло только в 1774 году, когда османам пришлось противостоять России, которая претендовала на статус покровителя православных христиан, живущих на территории Османской империи, в русско-турецкой войне 1768—1774 годов. Великобритании признает притязания турок на халифат, и даже издадут указ от лица османского султана мусульманам, живущим на территории Британской Индии, подчиняться британскому правительству.
В XIX веке Османская империя приняла первую османскую конституцию, тем самым положив начало модернизационным реформам, получившим название Танзимат. Реформы изменили строй османского государства, значительно увеличив его мощь, несмотря на территориальные потери империи. Несмотря на успехи реформ, империя была в значительной степени неспособна сравниться с военной мощью своего главного соперника — Российской империи, и потерпела несколько поражений в русско-турецких войнах. Таким образом, в руках высшего слоя не аккумулировались большие капиталы, а постоянные войны препятствовали накоплению значительных сумм в государственной казне, что в итоге привели к расстройству финансов империи.

### Распад Османской империи (1908—1922)

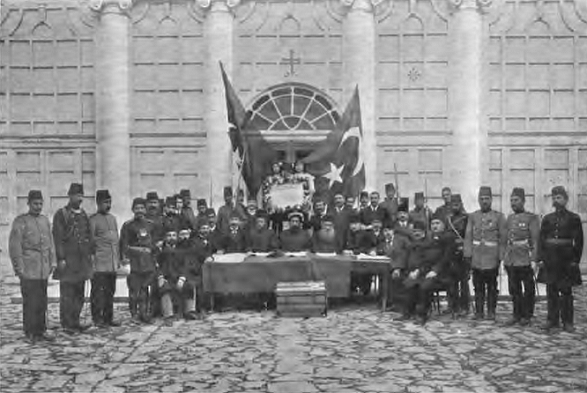
Провозглашение младотурецкого правительства лидерами Миллета

Османская империя уже давно называлась «больным человеком Европы». К 1914 году она потеряла почти все свои территории в Европе и Северной Африке. К тому времени население Османской империи насчитывало 28 000 000 человек, из которых 17 000 000 проживало в Анатолии, 3 000 000 — в Сирии, Ливане и Палестине, 2 500 000 — в Ираке, остальные 5 500 000 — на Аравийском полуострове.
Воспользовавшись гражданскими беспорядками, Австро-Венгрия, выведя свои войска из Новопазарского Санджака, отошедшего туркам, ввела их в Боснию и Герцеговину, аннексировав её. В ходе Итало-турецкой войны 1911—1912 годов Османская империя лишилась Ливии, и Балканский союз объявил ей войну. Империя потеряла все свои территории на Балканах за время Балканских войн, кроме Восточной Фракии и Адрианополя. 400 000 балканских мусульман, боясь расправы со стороны греков, сербов и болгар, отступали вместе с османской армией. Немцами было предложено строительство железнодорожной линии в Ираке. Железная дорога была построена лишь частично. В 1914 году Британская империя купила эту железную дорогу, продолжив её строительство. Железная дорога сыграла особую роль в возникновении Первой мировой войны.

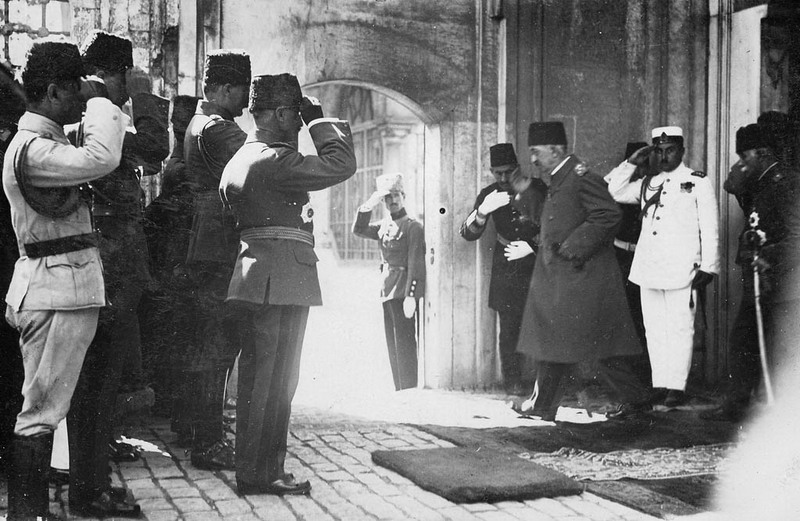
Мехмед VI, последний султан Османской империи, покидает Стамбул, 1922

После начала военных действий Первой мировой войны в Европе Турция сохраняла нейтралитет, опасаясь военного столкновения с Россией. Начиная с 1711 года Османская империя проиграла России семь войн. Османы знали, что, если они нападут на Россию и проиграют, их империю ожидает неминуемое расчленение. Однако к ноябрю 1914 года Османская империя оказалась втянутой в войну на стороне Центральных держав. Турецкие войска участвовали в боевых действиях на Ближнем Востоке и на Кавказском фронте. В течение войны Османская империя одержала несколько существенных побед (например, Дарданелльская операция, Осада Эль-Кута), но и понесла несколько серьёзных поражений, в частности, на Кавкaзском фронте. Кроме того, туркам пришлось иметь дело с восстанием арабских племён на Ближнем Востоке.
До нашествия турок-сельджуков, на территории современной Турции находились христианские государства ромеев и армян, и даже после того, как турки захватили греческие и армянские земли, в XVIII веке греки и армяне всё ещё составляли 2/3 местного населения, в XIX веке — 1/2 населения, в начале XX века 50—60 % составляло местное коренное христианское население. Всё изменилось в конце Первой мировой войны в результате геноцида греков, ассирийцев, армян, болгар и курдов-езидов, проведённого турецкой армией и курдской, черкесской, туркоманской и турецкой милициями.
Апрель 1915 — начало геноцида армян. В 1915 году русские войска продолжали наступление в Восточной Анатолии, тем самым спасая часть армян от уничтожения турками.
В 1916 году на Ближнем Востоке вспыхнуло Арабское восстание, которое переломило ход событий в пользу Антанты.
30 октября 1918 года было подписано Мудросское перемирие, закончившее Первую мировую войну. За ним последовали оккупация Константинополя и раздел Османской империи. По условиям Севрского мирного договора разделённая территория Османской империи была закреплена между державами Антанты.
Оккупации Константинополя и Измира привели к началу турецкого национального движения. Война за независимость Турции 1919—1922 годов окончилась победой турок под руководством Мустафы Кемаля Ататюрка. 1 ноября 1922 года был упразднён султанат, а 17 ноября 1922 года последний султан Османской империи Мехмед VI покинул страну.

### Упразднение халифата

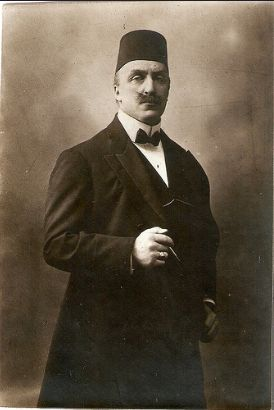
Абдул-Меджид Эфенди, последний османский халиф

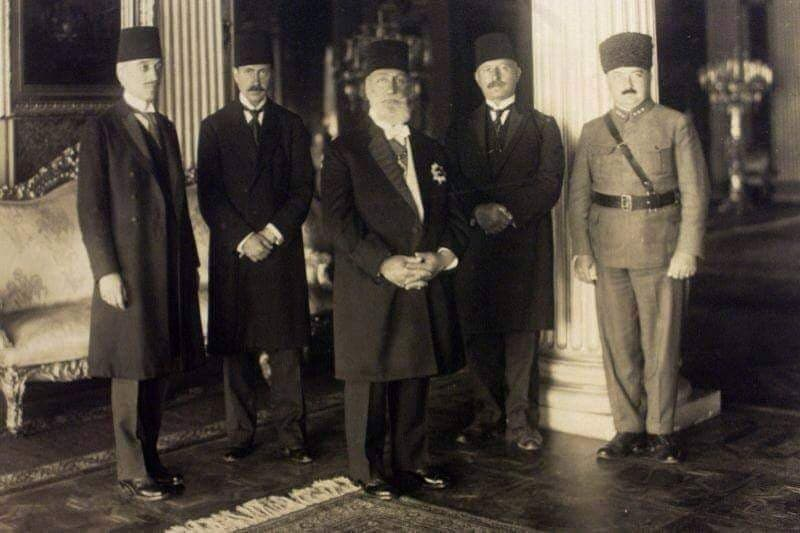
Абдулмеджиду официально сообщают о его низложении с престола в марте 1924 года

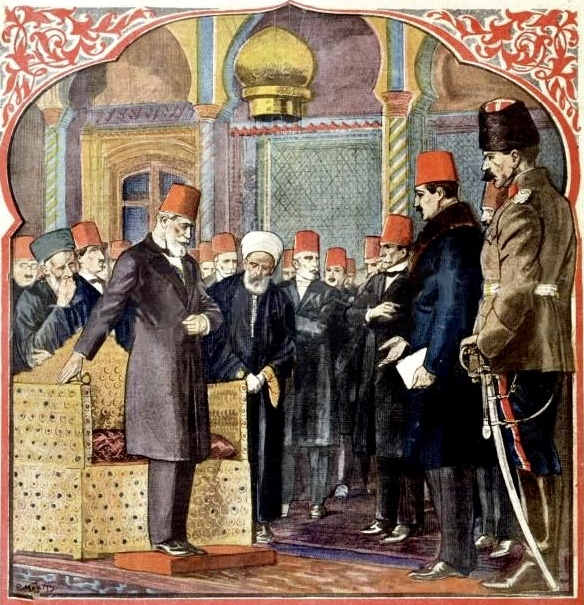
«Упразднение Халифата. Последний халиф». Иллюстрация из выпуска журнала Le Petit Journal от 16 марта 1924 года.

1 ноября 1922 года Великое национальное собрание Турции в Анкаре постановило разделить султанат и халифат и упразднить первый, чтобы положить конец правительству в Стамбуле. Также собрание решило, что османский халифат должен возглавлять член правящей династии, но не тот, кто наследует титул султана, а самый достойный с точки зрения морали. Однако 1 ноября султан Мехмед VI не был лишён титула халифа и 3 ноября ещё присутствовал на пятничной молитве в качестве такового. Наконец, 16 ноября Великое национальное собрание Турции лишило Мехмеда VI титула не только султана, но и халифа, а на следующий день экс-султан покинул страну.
19 (по другим данным — 18) ноября 1922 года Великое национальное собрание Турции избрало двоюродного брата Мехмеда Абдул-Меджида халифом, как наиболее достойного этого титула. 24 ноября в мечети Хырка-и Шериф близ Топкапы Абдул-Меджид принёс присягу на верность халифату. На церемонии присутствовали многие государственные деятели, в том числе представители правительства в Анкаре — Рефет-паша и Ходжа Мюфид-эфенди. Впервые была произнесена молитва на турецком языке вместо арабского. Также в мечети Фатих впервые от имени нового халифа Мюфидом-эфенди была зачитана проповедь на турецком языке. После чего Абдул-Меджид поблагодарил правительство за оказанное ему доверие.
Вскоре Абдул-Меджид столкнулся с некоторыми сложностями: он желал использовать титул халифа — посланника Аллаха, этот же титул как султан и халиф носил и отец Абдул-Меджида; однако Мустафа Кемаль настаивал на присвоении халифу титула халифа правоверных, что подчеркнуло бы разделение султаната и халифата. В это же время, 21-27 декабря 1923 года, проходило собрание халифов, на котором были подтверждены полномочия Абдул-Меджида. Вместе с тем, 3 января Мустафе Кемалю халифами было присвоено звание спасителя халифата. 15 января во время очередного заседания Великое национальное собрание Турции вынесло на обсуждение вопрос о целесообразности сохранения халифата.
29 октября 1923 года Османское государство прекратило своё существование, а на смену ему пришла Турецкая Республика, и необходимость в халифате отпала. Газеты пестрили заголовками о том, что Абдул-Меджид добровольно снимает с себя полномочия халифа, однако сам он хранил молчание. 5 декабря 1923 года газета исламского сообщества Великобритании выпустила публикацию в защиту Абдул-Меджида и халифата в целом. Сторонники халифата оставались и в самой Турции. Несмотря на это, 3 марта 1924 года был издан закон № 431, согласно которому все прямые члены династии Османов изгонялись из страны, а сам институт халифата был упразднен.
Халиф номинально считался верховным религиозным и политическим лидером всех суннитских мусульман по всему миру. В годы, предшествовавшие упразднению, во время Турецкой войны за независимость, неопределённое будущее халифата вызывало сильные реакции в мировом сообществе суннитских мусульман. Возможное упразднение халифата активно оспаривалось индийским движением Халифата, и вызвало оживлённые дебаты в мусульманском мире. Упразднение 1924 года произошло менее чем через 18 месяцев после упразднения османского султаната, до этого султан Османской империи был по должности халифом.
Мустафа Кемаль-паша (Ататюрк) якобы предлагал халифат Ахмеду Шерифу ас-Сенусси при условии его проживания за пределами Турции; Сенусси отказался от предложения и подтвердил поддержку Абдулмеджида. В последующие годы было выдвинуто не менее 13 кандидатов на халифат, но ни один из них не смог получить общую поддержку исламского мира. Среди кандидатов были Абдулмеджид II, его предшественник Мехмед VI, король Хусейн Хиджазский, султан Мулай Юсуф, король Аманулла Афганский, имам Яхья Йеменский и король Фуад I. Безуспешные «халифатские конференции» проводились в Нидерландской Ост-Индии (ныне Индонезия) в 1924 году, в 1926 году в Каире и в 1931 году в Иерусалиме. Шарифский халифат под руководством Хусейна просуществовал несколько лет.